# Großsteingrab Wetterade
Das Großsteingrab Wetterade ist eine megalithische Grabanlage der jungsteinzeitlichen Trichterbecherkultur bei Wetterade, einem Ortsteil von Helmstorf im Kreis Plön in Schleswig-Holstein. Es trägt die Sprockhoff-Nummer 209.

## Lage
Das Grab befindet sich etwa 150 m östlich von Wetterade auf einem Feld. In der näheren Umgebung gibt es mehrere weitere Großsteingräber: 2,7 km nordöstlich liegt das Großsteingrab Blekendorf und 3 km südlich befinden sich die Großsteingräber bei Gowens.

## Beschreibung
Die Anlage besitzt ein nordost-südwestlich orientiertes Hünenbett mit einer Länge von 60 m und einer Breite von etwa 12 m. Die Hügelschüttung hat noch eine Höhe von 1 m. Sämtliche Umfassungssteine fehlen. Bei der Grabkammer handelt es sich um einen nordwest-südöstlich orientierten erweiterten Dolmen mit einer Länge von 2,5 m und einer Breite von 1 m. Es sind noch zwei Wandsteinpaare an den Langseiten und der nordwestliche Abschlussstein erhalten. Der südöstliche Abschlussstein und die Decksteine fehlen. Nach einer Zeichnung in der Ortsakte war der südöstliche Abschlussstein in der ersten Hälfte des 20. Jahrhunderts wohl noch erhalten. Hier dürfte sich auch der ursprüngliche Zugang zur Kammer befunden haben.